# Protocole de Londres (1944)
 (mars 2017).
Si vous disposez d'ouvrages ou d'articles de référence ou si vous connaissez des sites web de qualité traitant du thème abordé ici, merci de compléter l'article en donnant les références utiles à sa vérifiabilité et en les liant à la section « Notes et références ».

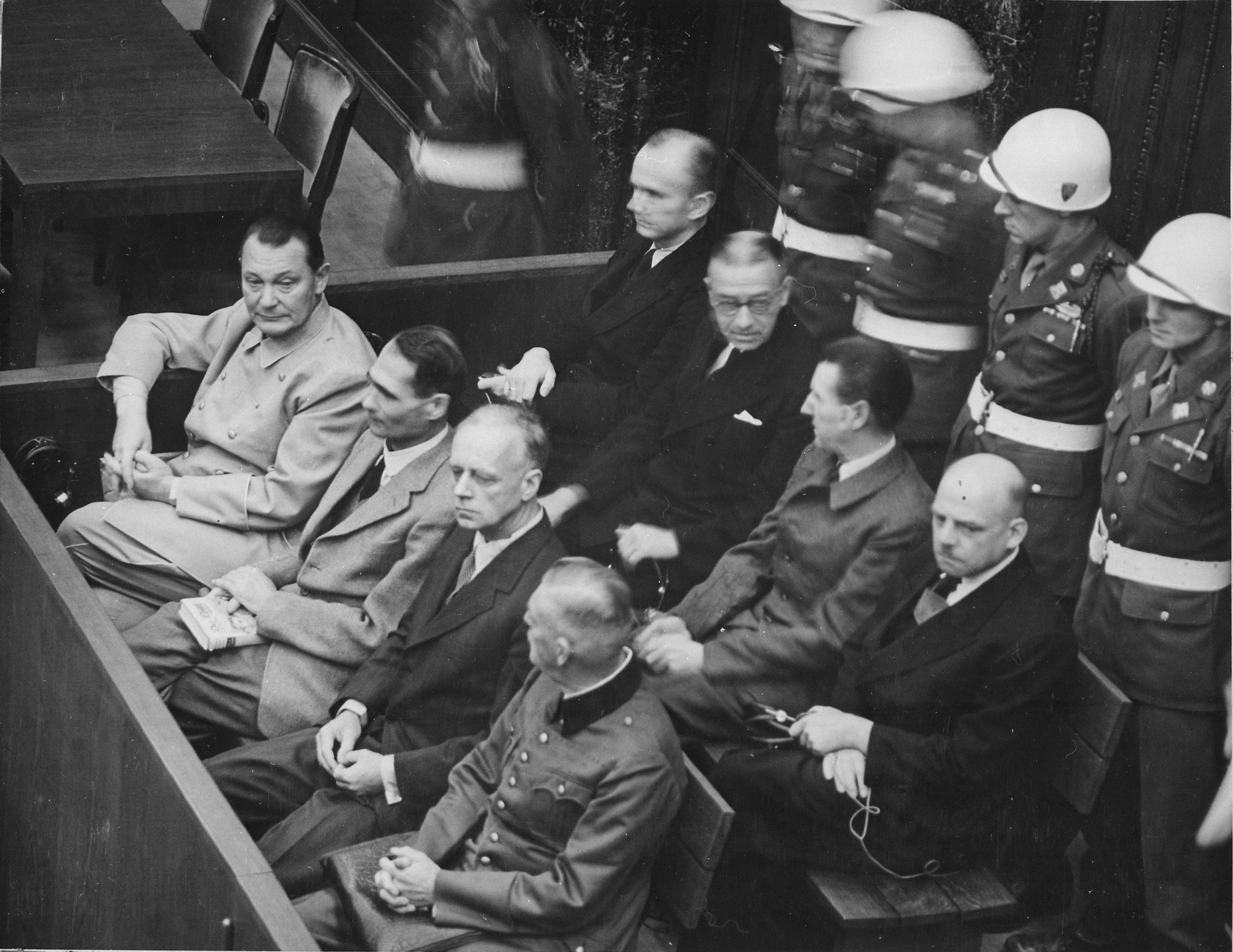
Postérité du protocole : procès de Nüremberg.

Le protocole de Londres du 12 septembre 1944 est un accord entre les États-Unis, le Royaume-Uni et l'Union soviétique sur l'occupation du territoire allemand. Il prévoit le partage du pays en trois zones d'occupation y compris Berlin, il est décidé d’attribuer à l’URSS la zone nord-est, au Royaume-Uni la zone nord-ouest et aux États-Unis la zone sud. C'est également l'un des actes préliminaires à la création du Tribunal militaire international (voir Accord de Londres)[réf. nécessaire].

## Préliminaires
L'accord ou protocole de Londres (1944) est un des actes préliminaires à la création du Tribunal militaire international. Ce tribunal siègera à Nuremberg et tiendra sa séance d'ouverture solennelle le 18 octobre 1945. Le lieu choisi est celui des grands-messes nazies du passé.

### Informations sur les massacres et tueries nazis
Les informations sur les tueries de masse et massacres, perpétrés dans les pays sous occupation allemande et lors des combats, étaient centralisées à Londres ou Washington presque en temps réel. 

#### Acte fondateur
Les puissances alliées décident le 13 janvier 1942 de tenir à Saint James Palace une « conférence pour la sanction/punition des crimes de guerre ». Ce sont les États-Unis, la Grande-Bretagne, huit gouvernements en exil et le CFLN. Ils affirment leur volonté de « poursuivre, de rechercher, de juger et de condamner les criminels sans distinction d'origine, et de veiller à l'exécution des sentences dans le cadre d'une justice internationale ». C'est l'expression des idées déjà présentes dans les articles 227 et 228 du traité de Versailles qui n'avaient jamais été mises en œuvre. C'est l'acte fondateur de la « Commission des Crimes de guerre des Nations Unies » qui s'ouvre en octobre 1943. Cette commission aura pour charge d'enquêter sur ces crimes.

#### Déclaration de Moscou
Pendant ce temps, le 30 octobre 1943 est rédigée une « Déclaration de Moscou » ratifiée par les ministres des Affaires étrangères de trois pays :
- Anthony Eden pour le Royaume-Uni ;
- Cordell Hull pour les États-Unis;
- Viatcheslav Molotov pour l'Union soviétique[note 1].

Ceux qui auront commis leurs crimes seront ramenés sur les lieux de leurs forfaits et jugés par les peuples auxquels ils ont nui (voir Procès du Stutthof, par exemple).

#### L'accord de Londres
Le nouveau président des États-Unis Harry Truman nomme le 2 mai 1945 le juge à la Cour suprême, Robert H. Jackson procureur général. Il réunit à Londres, à partir du 20 juin, les juristes des quatre puissances accusatrices : France, États-Unis, Royaume-Uni, Union soviétique. Il faudra quatre mois de débats à huis clos pour élaborer une charte sur le fonctionnement du tribunal militaire international. Celle-ci comprend :
- le statut du tribunal,
- la définition des incriminations (ou chefs d'accusation).

L'accord de Londres est finalement paraphé le 8 août 1945 par vingt-et-un autres pays (entre autres, la Pologne, mais aussi l'Uruguay).
Les principaux grands qui se sont rendus coupables comparaîtront devant une justice formelle, internationale et non devant une justice expéditive.

## Contenu
Les différents textes définissent quatre types de crimes :
1. Conjuration contre la paix : c'est l'ensemble des manœuvres ayant conduit à la conquête du pouvoir absolu.
2. Crimes contre la paix : c'est l'ensemble de la planification, la préparation et le déclenchement d'une guerre offensive[note 3] qui a violé de nombreux traités internationaux.
3. Crimes contre les lois de la guerre) : c'est l'ensemble de toutes les infractions au droit des peuples, les assassinats collectifs à grande échelle, les brutalités contre les prisonniers de guerre et leur assassinat, l'exécution d'otages, les actes de torture, de mise en esclavage et de pillage économique, l'avilissement, le mauvais traitement, la déportation, l'asservissement et le meurtre de personnes civiles dans les territoires occupés.
4. Crimes contre l'humanité : ce sont les persécutions commises à l'encontre de minorités raciales et religieuses et l'extermination de celles-ci.

La notion de « crime contre l'humanité » est définie lors du procès.

## Vers le procès de Nüremberg
Un Tribunal ad hoc est chargé de juger les grands criminels de guerre pour le théâtre d'opérations européen. Il siège à Nüremberg.

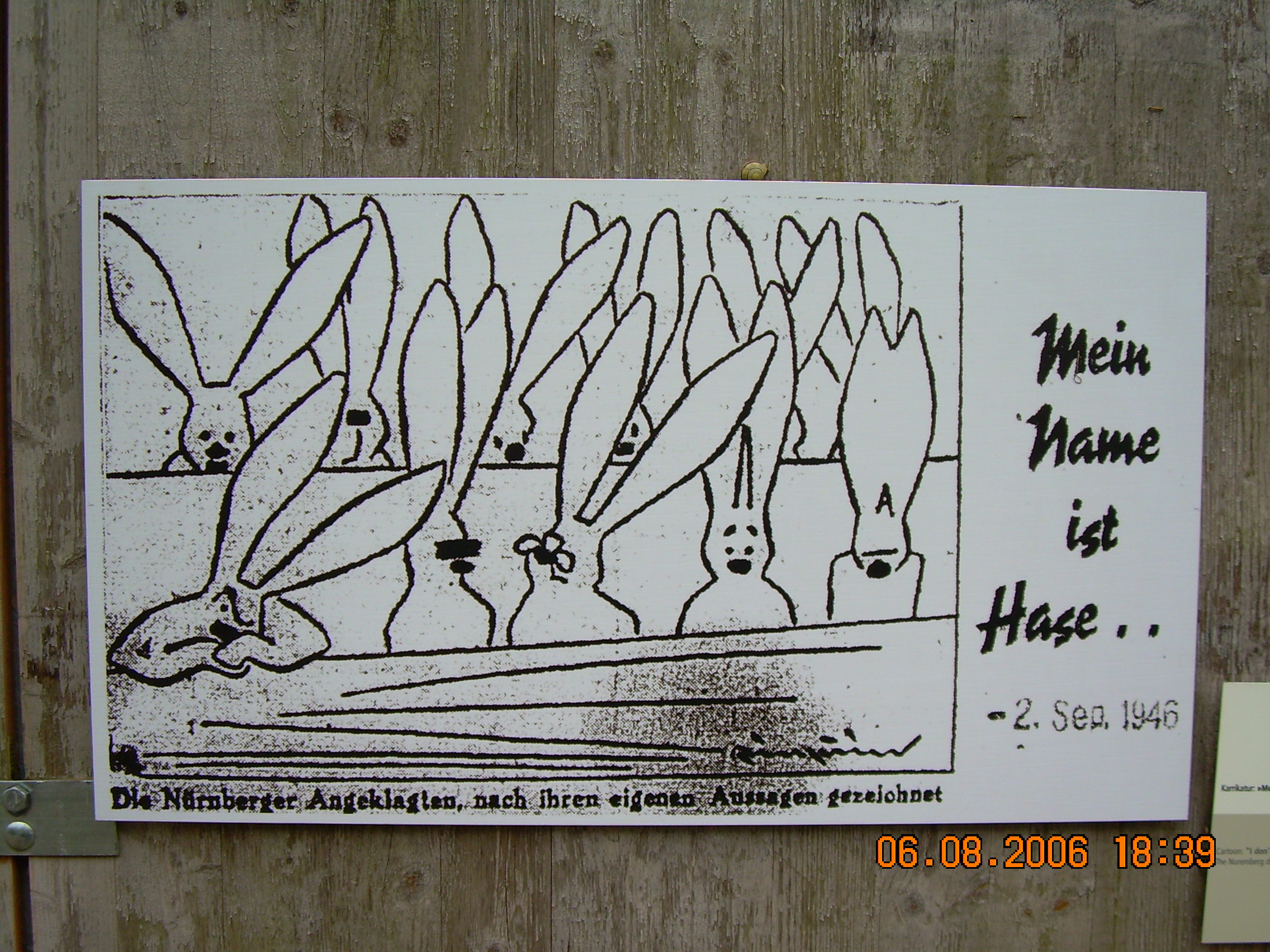
Caricature allemande sur le procès de Nüremberg.

Le 18 octobre 1945, 24 responsables politiques, militaires et économiques Allemands sont mis en accusation. Du 20 novembre 1945 au 1er octobre 1946 se déroule au palais de justice de Nuremberg le procès de ces 24 personnes devant un Tribunal militaire international.

## Massacres et tueries
Un récent apport par traductions[réf. nécessaire] permet de donner une liste non exhaustive de l'Holocauste et des tueries en Europe où sont impliqués la Wehrmacht et la SS.
- Holocauste
- Partisans soviétiques
- Partisans biélorusses
- Partisans Bielski
- Partisans juifs
- Occupation allemande de la Biélorussie
- Opérations anti-partisans en Biélorussie
- Liste des massacres en Biélorussie
- Liste de massacres perpétrés par les forces allemandes en France durant la Seconde Guerre mondiale